# Юнион-Стейшн (станция метро)
Юнион-Стейшн (англ. Union Station) — подземная станция Вашингтонгского метро на Красной линии. Изначально, первые два года после открытия, станция называлась Юнион-Стейшн — Визитор-Сентер, но после закрытия в 1978 году Национального информационно-туристического центра была переименована на Юнион-Стейшн. Это одна из 5 первых станций системы метрополитена. Она представлена одной островной платформой. Станция обслуживается Washington Metropolitan Area Transit Authority. Расположена под западным окончанием наземной одноименной станцией с выходами на Массачусетс-авеню и 1-й улице, Северо-Восточный квадрант Вашингтона.
Поблизости к станции расположены исторические районы Вашингтона: Капитолийский холм и Sursum Corda Cooperative, правительственные и исторические здания: Капитолий, Типография Правительства США, Федеральная комиссия по контролю за энергетикой, Комиссия по ценным бумагам и биржам, Верховный суд США, Джорджтаунский университетский центр права, Национальный почтовый музей.
Это наиболее загруженная станции среди всей системы Вашингтонского метрополитена. Пассажиропоток — 10.156 млн. (на 2010 год).
Станция была открыта 27 марта 1976 года.
Открытие станции приурочено к введению в эксплуатацию 1-й очереди системы Вашингтонского метрополитена, представленной 5 станциями (все на Красной линии): Фаррагут-Норт, Метро-Сентер, Джудикери-сквер, Юнион-Стейшн, Род-Айленд-авеню — Брентвуд.